# Rayner Point
Rayner Point är en udde i Antarktis. Den ligger i Sydorkneyöarna. Argentina och Storbritannien gör anspråk på området.
Terrängen inåt land är huvudsakligen kuperad, men västerut är den bergig. Havet är nära Rayner åt nordost. Trakten är obefolkad. Det finns inga samhällen i närheten. 